# Olav Kooij
Olav Kooij, född 17 oktober 2001 i Numansdorp, är en nederländsk professionell landsvägscyklist.

## Karriär
Kooij har cyklat professionellt sedan 2020. Bland hans meriter kan nämnas vinster i ZLM Tour åren 2022 och 2023. År 2024 vann han Clásica de Almería och Cyclassics Hamburg.